# Академия Вампу
Академия Вампу (кит. трад. 中華民國陸軍軍官學校, упр. 中华民国陆军军官学校, пиньинь Zhōnghúa Mīngúo Lùjūn Jūnguān Xúexiào или сокращённо кит. трад. 陸軍官校, упр. 陆军官校, пиньинь Lùjūn Guānxiào, кит. трад. 陸官, упр. 陆官, пиньинь Lùguān) — основанная Сунь Ятсеном военная школа для подготовки революционных офицерских кадров для армии Китайской республики. В настоящее время — военно-учебное заведение Вооружённых сил Тайваня.

## История
Была создана Сунь Ятсеном в сотрудничестве с коммунистами в мае 1924 близ города Гуанчжоу в устье реки Чжуцзян на острове Хуанпу (на местном кантонском диалекте это название произносится как «Вампу»), от которого и получила название. Официально открыта 16 июня 1924, первые занятия начались 1 мая 1924 г. Во время открытия Сунь Ятсен произнес речь, слова которой впоследствии стали основой гимна Тайваня.
Возглавил академию Чан Кайши, его заместителем по политической части был Чжоу Эньлай. Большую помощь в организации и работе академии Вампу оказали советские военные специалисты во главе с П. А. Павловым, а затем, после его гибели в июле 1924, со сменившим его на этом посту В. К. Блюхером (Галиным), а также политический советник гоминьдана М. М. Бородин. В организации академии принимали участие А. И. Черепанов (главный советник), Н. А. Шевалдин (пехотный советник, работавший под фамилией Прибылев), Е. А. Яковлев (советник по инженерному делу), Т. А. Бесчастнов, Г. И. Гилев (артиллерийские советники), И. Г. Герман, В. Е. Поляк, а в разработке её учебной программы — И. Б. Разгон, В. А. Степанов, А. И. Черепанов, В. П. Рогачев, И. К. Мамаев, А. С. Бубнов, Г. И. Гилев, М. И. Дратвин, С. Н. Наумов, М. Ф. Сахновская.
В 1924—1926 годах академия подготовила 4258 офицеров. Выпускники академии играли важную роль как в национально-революционной армии гоминьдана, так и в коммунистической красной армии Китая, образовавшейся после разрыва между гоминьданом и коммунистами. Выпускники академии сыграли важную роль в Северном походе 1926—1927.
После северного похода академия в начале 1927 была переведена в Ухань, а в 1928 году в новую столицу Китая Нанкин. Во время японо-китайской войны академия была эвакуирована в Чэнду.
После поражения гоминьдана в гражданской войне академия была воссоздана на Тайване в Гаосюне, носит название Военная академия Китайской республики.